# Boettcheria holmani
Boettcheria holmani är en tvåvingeart som beskrevs av Boris Borisovitsch Rohdendorf 1971. Boettcheria holmani ingår i släktet Boettcheria och familjen köttflugor.
Artens utbredningsområde är Kuba. Inga underarter finns listade i Catalogue of Life.